# Копито (Республика Сербская)
Копито (серб. Копито / Kopito) — село в общине Вишеград Республики Сербской Боснии и Герцеговины. В настоящее время село необитаемо.